# Skärgölen (Torsås socken, Småland)
Skärgölen är en sjö i Torsås kommun i Småland och ingår i Bruatorpsåns huvudavrinningsområde. Sjön är 3,5 meter djup, har en yta på 0,025 kvadratkilometer och befinner sig 74,7 meter över havet. Vid provfiske har abborre, gädda och mört fångats i sjön.